# The Citadel
The Citadel es el décimo episodio de la primera temporada de la serie estadounidense de drama y ciencia ficción The Tomorrow People. El episodio fue escrito por Jeff Rake y Grainne Godfree y dirigido por Eagle Egilsson. Fue estrenado el 15 de enero de 2014 en Estados Unidos por la cadena The CW.
Después de volver del limbo, Stephen cree que tiene una pista sobre lo que le sucedió a su padre pero los Chicos del mañana no están tan seguros de creerle y toman una decisión inesperada sobre su futuro cuando se enteran de cosas decepcionantes sobre John. Así mismo, reciben una pista sobre la investigación secreta de Ultra e idean un plan para liberar a todos aquellos que permanecen cautivos. Mientras tanto, Marla presenta a un hombre con el que ha estado saliendo ante Luca y Stephen, pero este tiene problemas al tratar de leerlo.

## Elenco
- Robbie Amell como Stephen Jameson.
- Peyton List como Cara Coburn.
- Luke Mitchell como John Young.
- Aaron Yoo como Russell Kwon.
- Madeleine Mantock como Astrid Finch (crédito solamente).
- Mark Pellegrino como el Dr. Jedikiah Price.

## Continuidad
- El episodio marca la primera aparición de Peter, Mike, Charlotte, Errol y Troy.
- Morgan fue vista anteriormente en Thanatos.
- Es el cuarto episodio en el que Astrid está ausente.
- Cara se convierte en la nueva líder de los Chicos del mañana.
- Stephen se entera de que su madre tiene una nueva pareja.
- Jedikiah le dice a Stephen que él mismo incineró el cuerpo de Roger/Jack.
- Errol es asesinado por Jedikiah en episodio.
- Stephen intenta leer la mente de Peter pero este se lo impide.

## Casting
El 19 de noviembre de 2013 fue anunciado que Robert Gant interpretaría a Peter, un interés amoroso de Marla. Mientras tanto, el 13 de diciembre se dio a conocer que Ty Olsson fue contratado para interpretar a Errol, un paciente con el que Ultra ha experimentado. Mientras tanto, Elizabeth Hurley fue contratada para prestar su voz a ALICE, inteligencia artificial que es la contraparte de TIM.